# Azocompost
Un azocompost, compost azo, o simplement azo, és un compost químic orgànic que porta el grup funcional azo {\displaystyle {\ce {-N=N -}}} i que té una fórmula molecular {\displaystyle {\ce {R-N=N-R'}}}, en el qual els grups substituents {\displaystyle {\ce {R}}} i {\displaystyle {\ce {R'}}} poden ser grups aril o alquil. Són emprats com a colorants en la tenyida de teixits, en l'elaboració d'aliments, per a usos científics, etc.

## Història

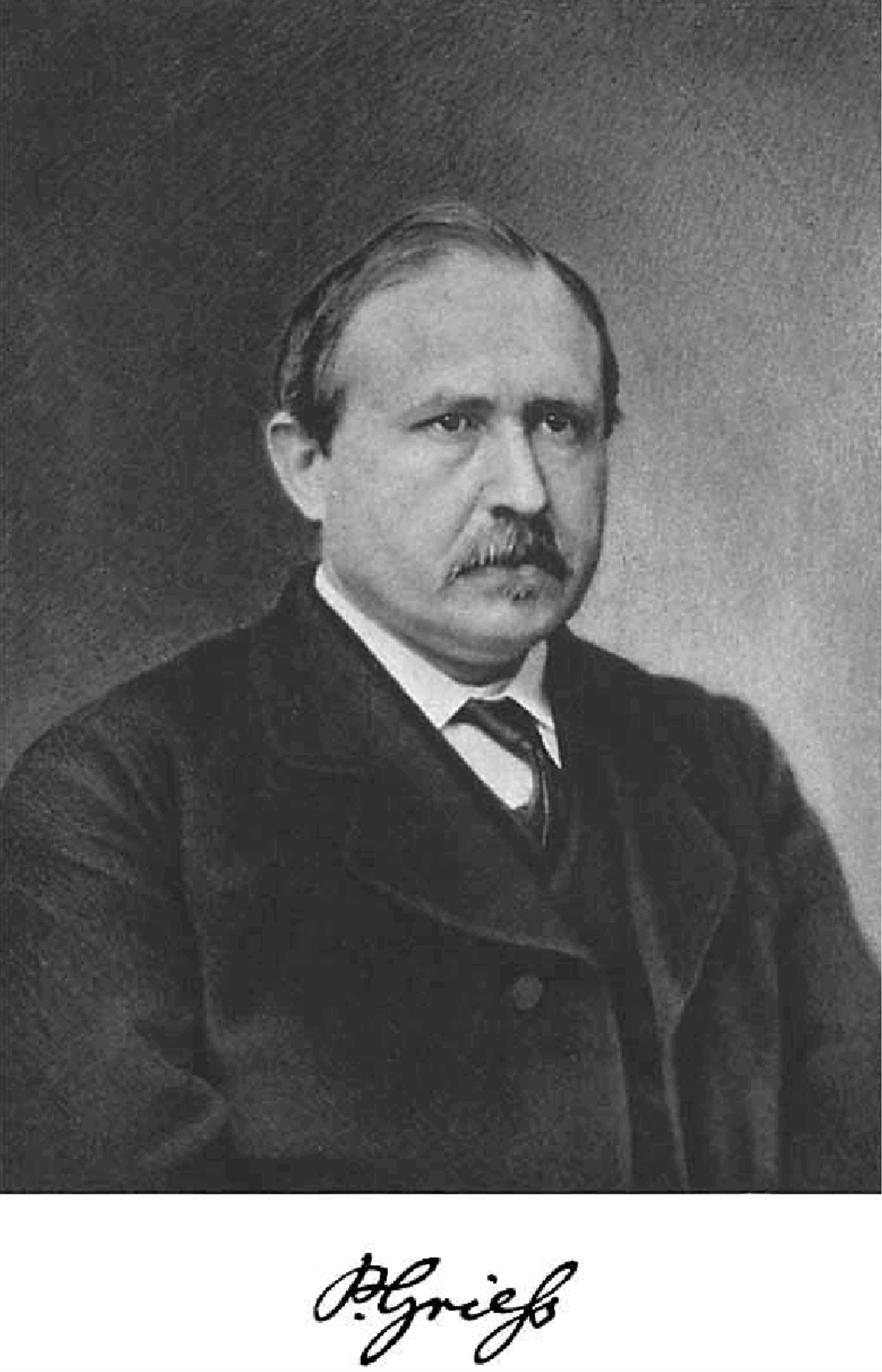
Peter Griess cap el 1870.

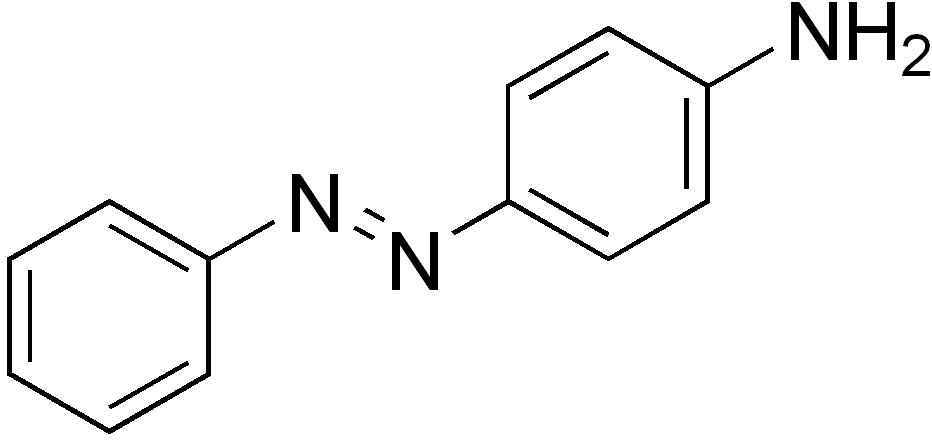
Aminoazobenzè

El químic i industrial alemany Johann Peter Grieß (1829–1888) sintetitzà els primers composts azo el 1858 quan descobrí la reacció de diazotació. Després preparà molts colorants, un d'ells el 4-aminoazobenzè, que es convertí en el primer colorant azo comercial, fabricat a Anglaterra l'any 1863 i comercialitzat amb el nom de groc d'anilina; la seva constitució era desconeguda en aquell moment, però l'establiren l'alemany Carl Alexander von Martius (1838–1920) i Grieß el 1866.
Aquest colorant podria haver estat implicat en la síndrome de l'oli tòxic de 1981 a Espanya. Una empresa madrilenya importava oli de colza desnaturalitzat, tenyit de groc anilina per marcar-lo com a no apte per al consum humà, per ser utilitzat com a combustible a les siderúrgies. Tanmateix, l'empresa destil·là l'oli per eliminar el colorant i vendre'l com un oli d'oliva molt més valuós per cuinar. El resultat fou una erupció de malalties de tipus pneumònia, amb una segona etapa amb lesions, pèrdua de pes, paràlisi i desgast muscular. El resultat net fou de més de 20 000 malalts i 400 morts. Tanmateix, la química de la reacció verinosa encara és objecte de debat.

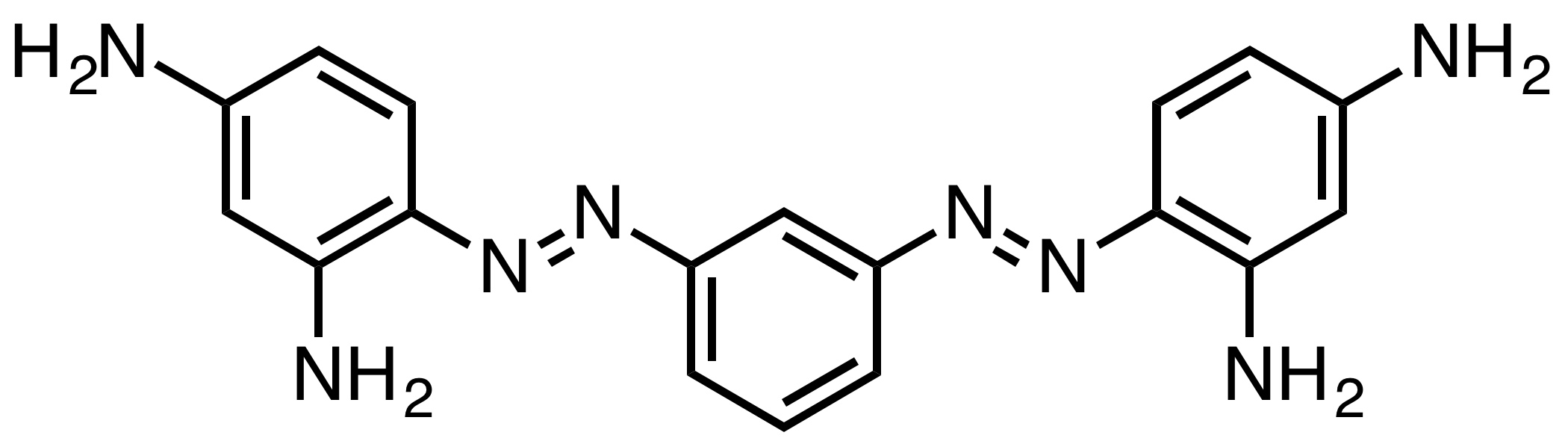
El marró Bismarck Y és un colorant diazo, això és, amb dos grups azo.

Un altre colorant descobert per von Martius i fabricat el mateix any és el Manchester Brown, posteriorment anomenat marró Bismarck Y. Fou l'inici de la indústria dels colorants azo, s'anaren perfeccionant els mètodes d'obtenció i se'n sintetitzaren molts més.

## Nomenclatura

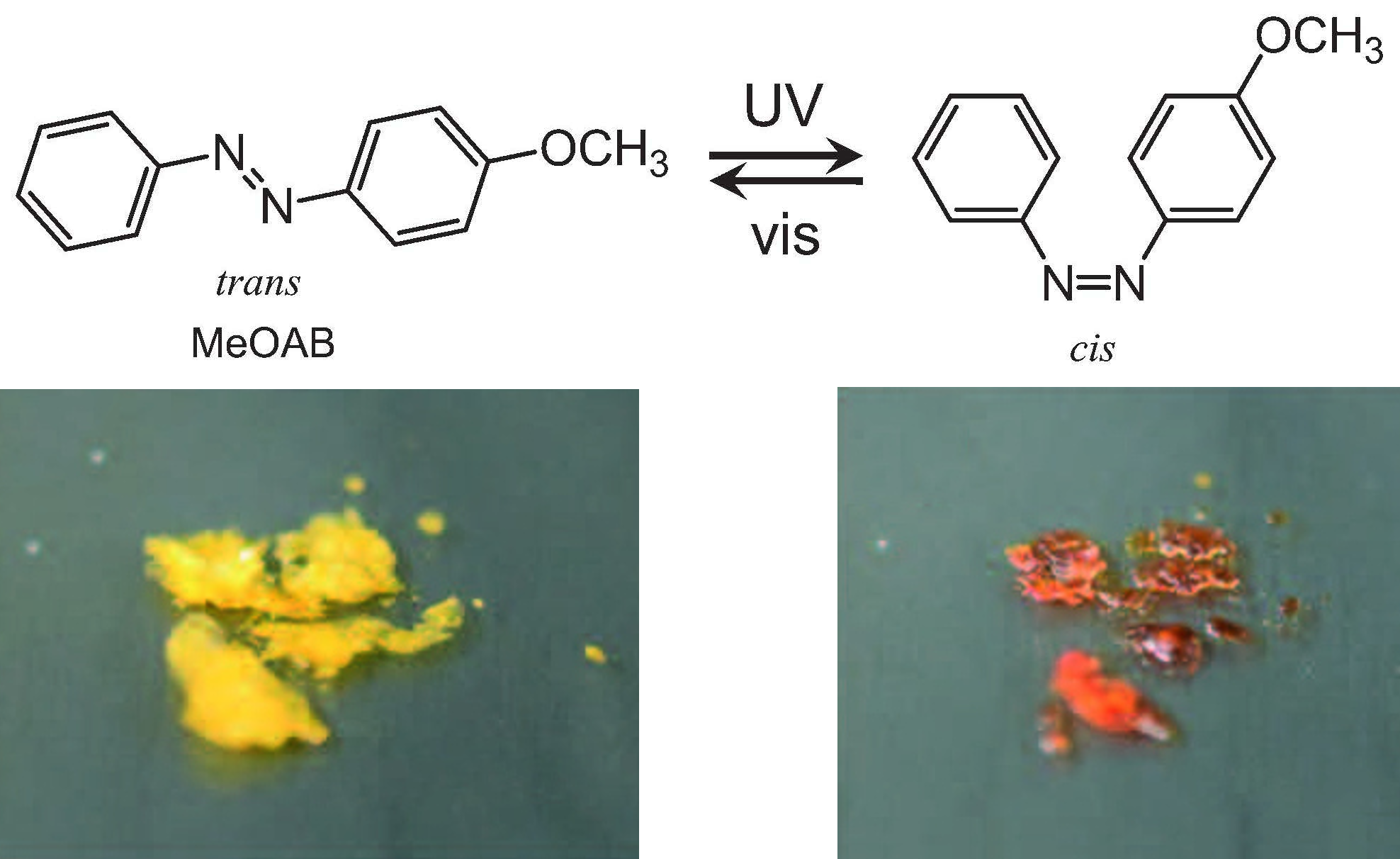
Els dos isòmers geomètrics del fenil(4'-metoxifenil)diazè. El pas d'una a l'altre es realitza per absorció de llum ultraviolada de l'isòmers trans al cis, i visible en sentit contrari.

El grup funcional o característic {\displaystyle {\ce {-N=N -}}} s'anomena grup azo. El mot «azo» prové del francès azote, 'nitrogen', mot químic creat en 1787 sobre el grec zōḗ 'vida' amb el prefix privatiu a-, per tractar-se, el nitrogen, d'un gas no apte per a la vida animal.
S'anomenen com a derivats del diazè (diimida) {\displaystyle {\ce {HN=NH}}}, on els dos hidrògens estan substituïts per grups hidrocarbil. Exemples són dimetildiazè (tradicionalment azometà) {\displaystyle {\ce {CH3-N=N-CH3}}}, difenildiazè (tradicionalment azobenzè) {\displaystyle {\ce {C6H5-N=N-C6H5}}}. Els derivats més estables contenen dos grups aril.

## Estructura
Tots els azocomposts presenten dos isòmers geomètrics cis/trans o E/Z en funció de la posició que adoptin els dos grups substituents respecte al doble enllaç {\displaystyle {\ce {N=N}}}. Si els grups substituents estan situats en posicions oposades, hom té l'isòmer E; i si es troben a la mateixa part, l'isòmer Z. La barrera energètica entre ambdós isòmers és de poca energia i potser superada amb fotons de llum ultraviolada o de llum visible.

## Propietats
Els azocomposts no tenen propietats bàsiques apreciables. Els azocomposts aromàtics són substàncies estables, molt acolorides, que s'han emprat molt com a colorants econòmics al llarg de més d'un segle. El difenildiazè, de color taronja brillant, és un dels azocomposts aromàtics més típics. És molt estable tèrmicament i no mostra cap tendència a perdre nitrogen en escalfar-lo. És bastant estable front a l'oxidació, però els peràcids l'oxiden a azoxibencè. Pot reduir-se a hidrazobencè fent servir zinc amb un àlcali. La reducció amb hidrogen i pal·ladi produeix la ruptura de l'enllaç entre els nitrògens i es forma anilina. El difenilbenzè té normalment la configuració trans; la radiació ultraviolada el converteix en Z-difenildiazè, de major contingut energètic. Aquest isòmer pot ser aïllat, però s'isomeritza ràpidament a l'isòmer E, el més estable.

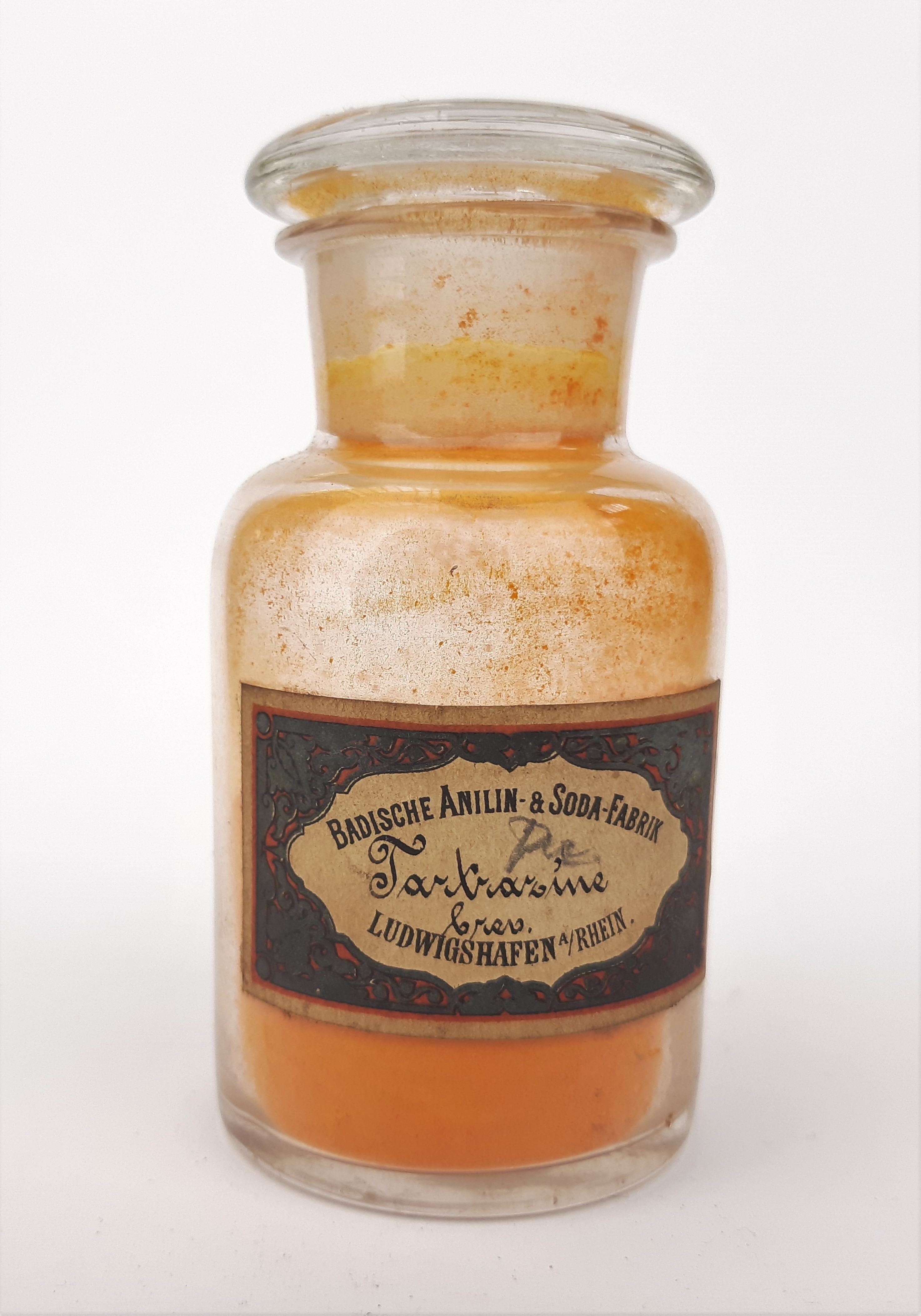
Envàs antic de tartrazina, colorant alimentari E-102, emprat per donar color groc als plats d'arròs.

Els azocomposts alifàtics, com ara el dietildiazè {\displaystyle {\ce {CH3CH2-N=N-CH2CH3}}}, es descomponen en escalfar-los, formant-se nitrogen i dos radicals. Si la reacció té lloc en dissolució els dos radicals tenen tendència a unir-se i formar dímers.

### Color
El grup azo {\displaystyle {\ce {-N=N -}}} és un cromòfor, això és una agrupació d'àtoms que confereix color a la molècula que el conté. Les substàncies acolorides absorbeixen llum visible de l'espectre electromagnètic (longituds d'ona entre 380 nm i 750 nm). El color que mostren és el color complementari del qual absorbeix, ja que aquest es resta de la llum reflectida o transmesa. Les substàncies que no absorbeixen llum visible són blanques o incolores, i les que absorbeixen totes les longituds d'ona són negres. L'absorció de radiació és perquè els electrons dels enllaços passen a un estat electrònic superior per l'acció d'un fotó i retornen a l'estat fonamental per emissió de calor. En molècules amb diversos dobles enllaços conjugats, les diferències entre nivells d'energia s'escurcen, i l'energia corresponent a la llum visible és suficient per promoure transicions electròniques permeses entre orbitals moleculars π. Com més gran és el nombre de dobles enllaços conjugats, més gran és la longitud d'ona de la llum absorbida, i més gran la intensitat de la banda d'absorció. Per aquesta raó els colorants azoics duen el grup azo enllaçats a anells aromàtics, quedant tots els àtoms en el mateix pla formant una estructura amb electrons π deslocalitzats entre tots els àtoms.

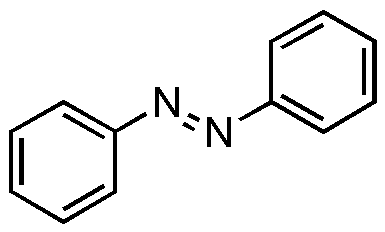
E-difenildiazè

La presència a la molècula de grups amb parells d'electrons no compartits ({\displaystyle {\ce {-NH2}}}, {\displaystyle {\ce {-OH}}}, {\displaystyle {\ce {-NO2}}}, {\displaystyle {\ce {-COOR}}}, entre d'altres) modifica el color i la intensitat de l'absorció característics d'un grup cromòfor. Aquests grups, que per ells mateixos no confereixen color, reben el nom d'auxocròmics. Els grups auxocròmics quan són donadors d'electrons ({\displaystyle {\ce {-OH}}}, {\displaystyle {\ce {-OCH3}}}, {\displaystyle {\ce {-NH2}}}, {\displaystyle {\ce {-NHR}}}, {\displaystyle {\ce {-NR2}}}) intensifiquen l'absorció de llum i desplacen el màxim de l'espectre a majors longituds d'ona (fotons de menor energia), això canvien el color a tons blavosos i verds. Reben el nom de batocròmics. Els grups que atrauen electrons ({\displaystyle {\ce {-NO2}}}, {\displaystyle {\ce {-COOR}}}) desplacen l'absorció a longituds d'ona més curtes i el color a tons grocs i ataronjats i s'anomenen hipsocròmics. El color sempre apareix a conseqüència de l'acció conjunta de dues agrupacions atòmiques diferents el cromòfor i l'auxocrom, si bé el cromòfor és la causa immediata del color.

## Síntesi
La síntesi dels composts azo té lloc en dues etapes. La primera correspon a la reacció de diazotació d'una amina aromàtica amb nitrit de sodi i àcid clorhídric que genera in situ l'àcid nitrós, el responsable de la diazotació, això és, la formació d'una sal de diazoni.

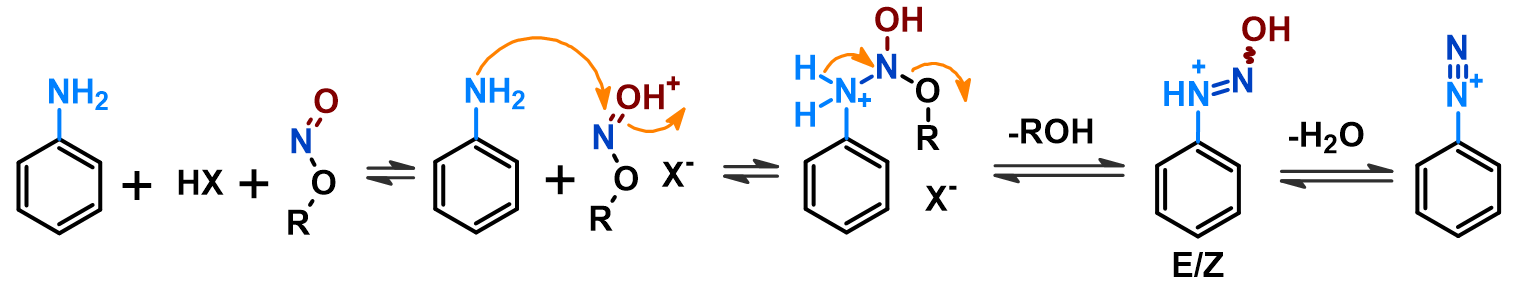
Mecanisme de la reacció de diazotació de l'anilina

En la segona etapa, la sal de diazoni formada s'acobla, a baixa temperatura, amb un compost aromàtic, un fenol o una amina i s'obté el compost azo.

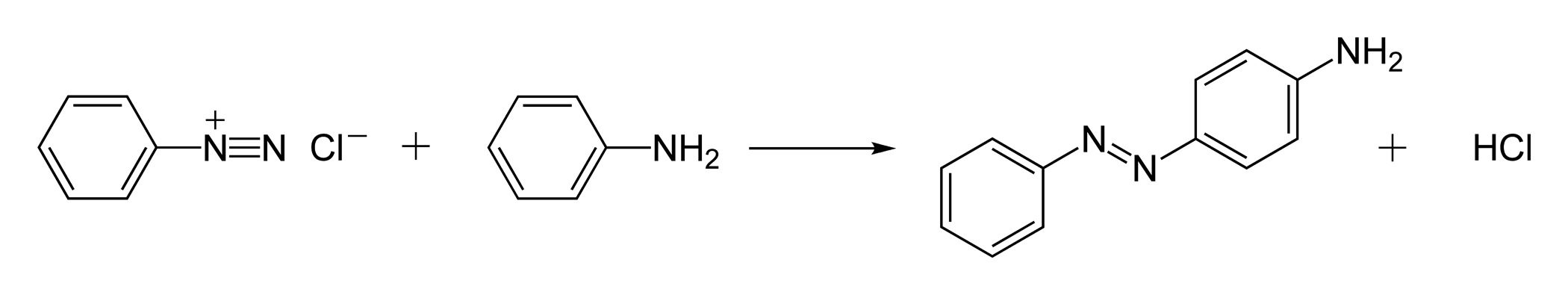
Reacció d'acoblament amb anilina.

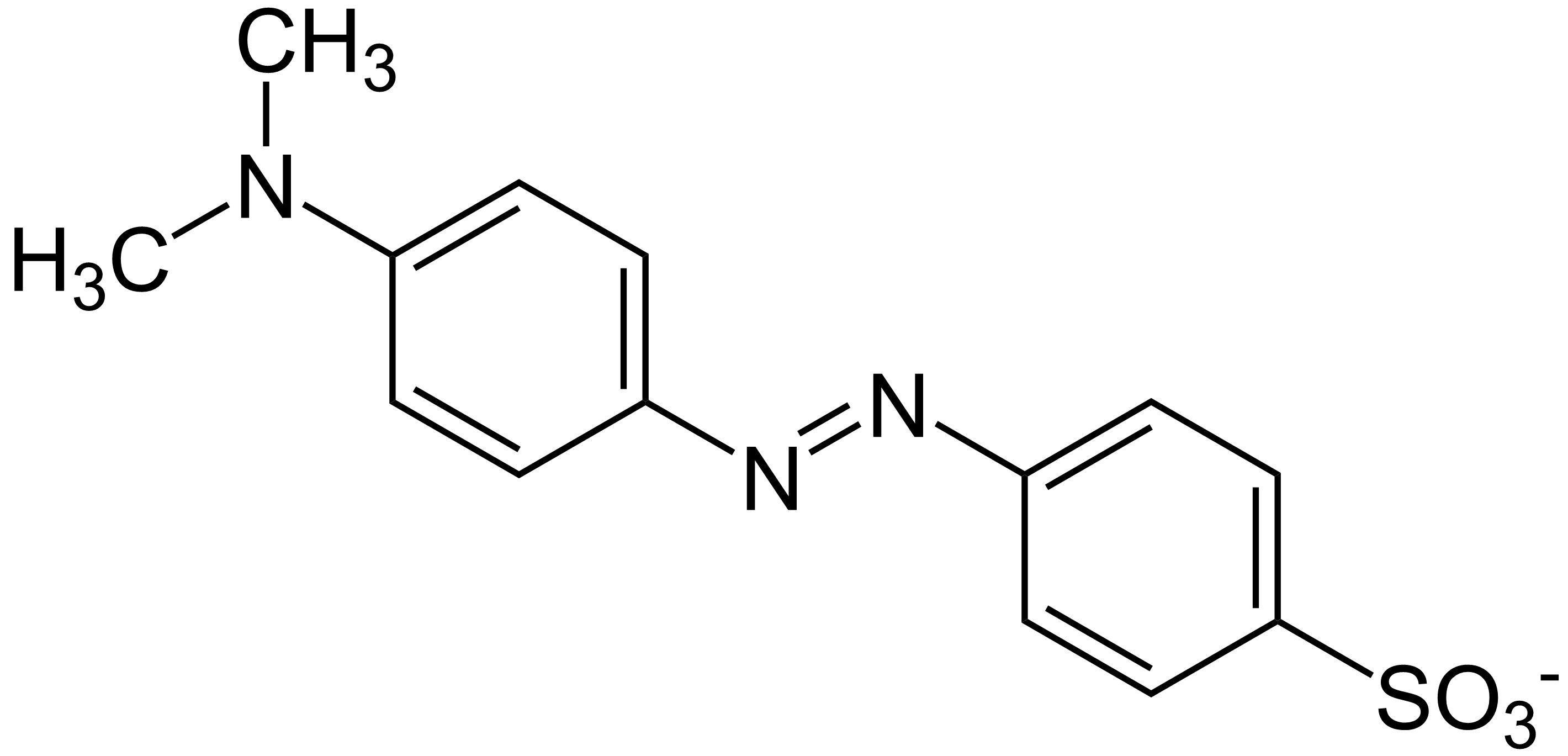
Taronja de metil
Vermell de metil
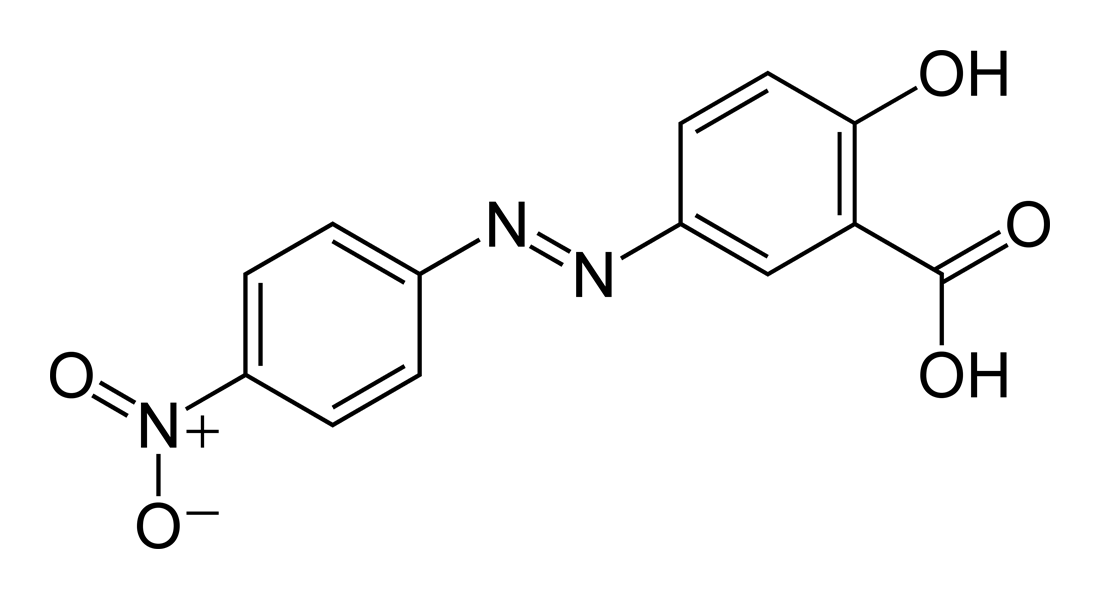
Groc d'alitzarina

## Aplicacions

### Laboratoris

Equilibri de protonació i desprotonació del vermell de metil. A l'esquerra el compost de color groc, i a la dreta el vermell.

Pel fet de ser composts acolorits i presentar diferents coloració en funció de les condicions del medi, els azocomposts han trobat aplicacions en el camp de la química analítica i en el de preparacions de mostres per ser observades amb microscopis.

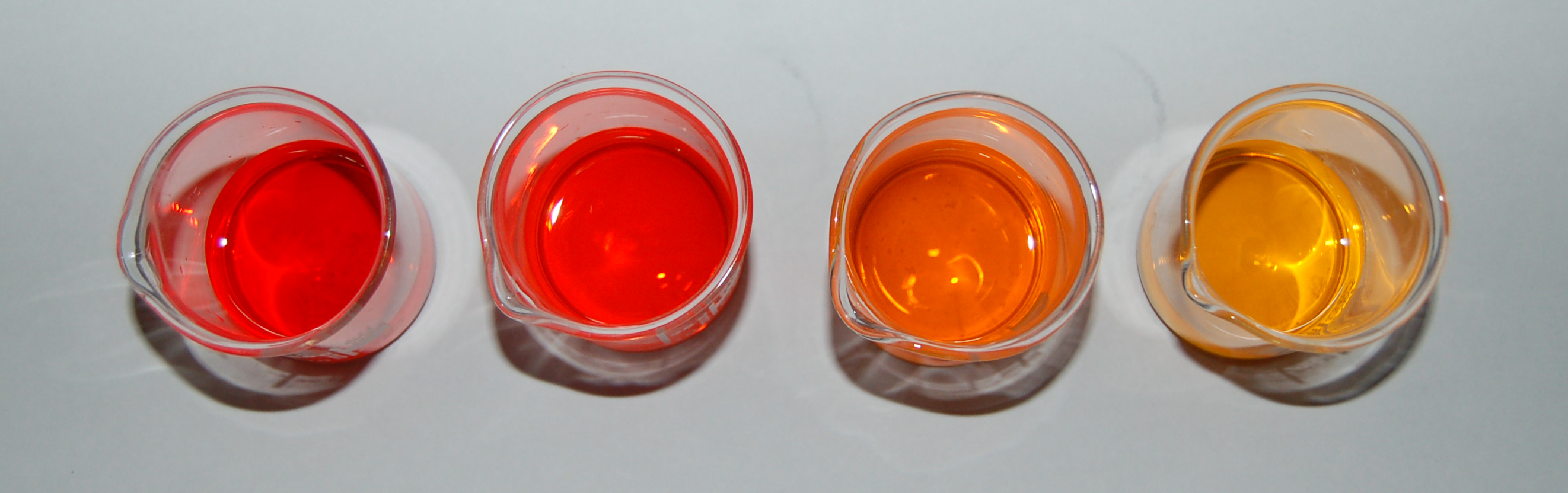
Colors de dissolucions de taronja de metil. Vermell per sota de pH 3,1; taronja entre 3,1 i 4,4; groc per sobre 4,4.

Alguns d'ells s'empren com a indicadors de pH en volumetries àcid-base, ja que canvien de color en funció del pH. En medi àcid un dels nitrogens del grup azo actua com a base i s'enllaça a un protó formant-se un catió. La càrrega positiva queda deslocalitzada sobre els carbonis de l'anell aromàtic i substituents, provocant així el canvi de color en canviar els nivells d'energia de la molècula. Per exemple, el taronja de metil té color vermell a pH < 3,1 i groc a pH > 4,4; el vermell de metil presenta un color vermell a pH < 4,4 i groc a pH > 6,2; i el groc d'alitzarina és groc a pH < 10,1 i vermell a pH > 12,0).

Negre d'eriocrom T
Calcon
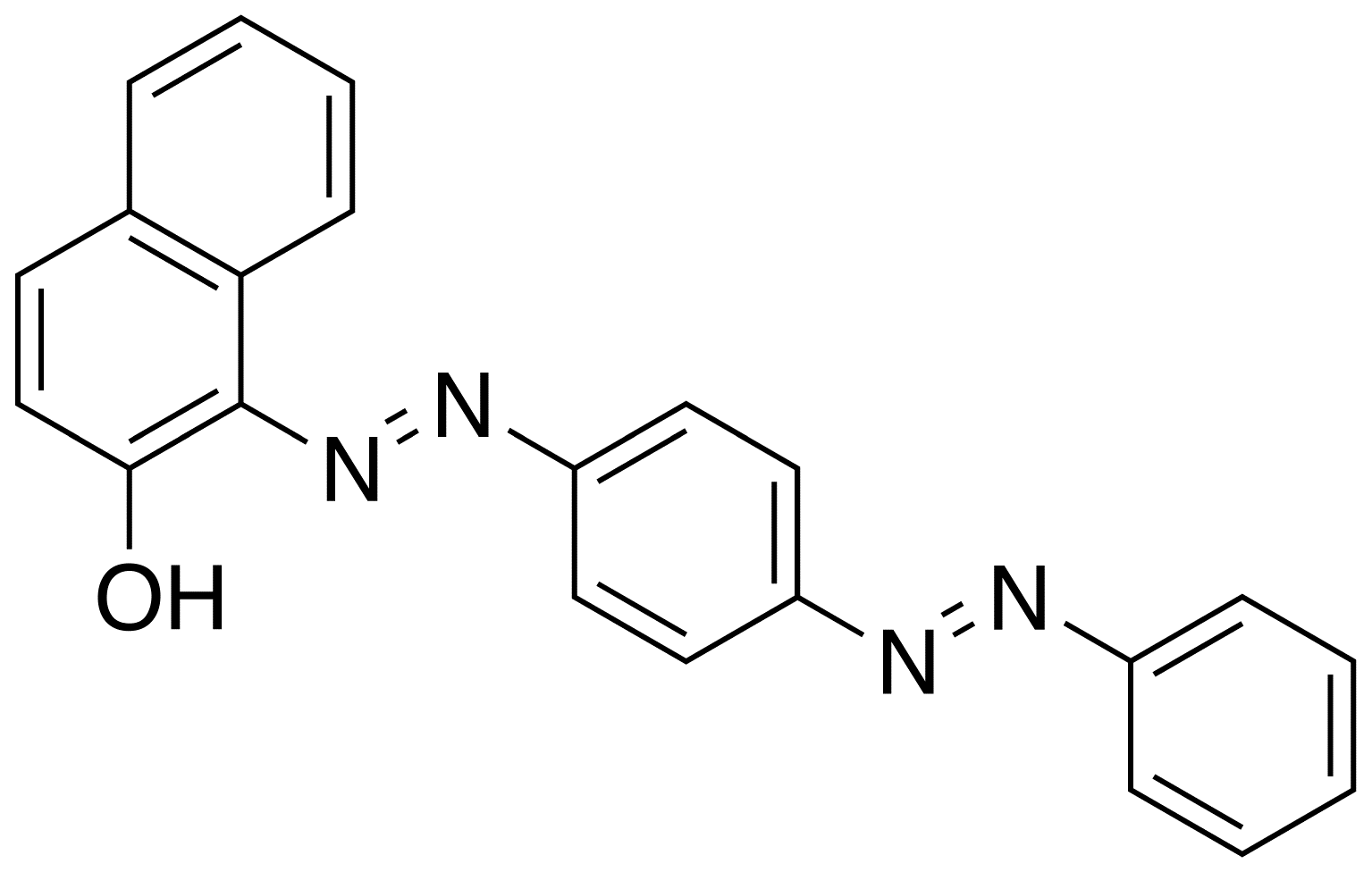
Sudan III

Hi ha una sèrie d'azocomposts que s'usen com indicadors de volumetries de complexació (indicadors complexomètrics), coma ara el negre d'eriocrom T que s'empra per analitzar cations Al3+, Cd2+, Zn2+, Ca2+ i Mg2+. D'altres són el calcon i el blau d'hidroxinaftol.
Alguns dels colorants azo es fan ús en la tinció de mostres biològiques per poder observar només algunes parts dels teixits gràcies a la major o mnor afinitat del colorant per un tipus de constituients de les cèl·lules. Són molt emprats els azocomposts sudans (I, II, III, IV, groc i negre).

Tartrazina, E-102
Groc 2G, E-110
Ponceau 4R, E-124
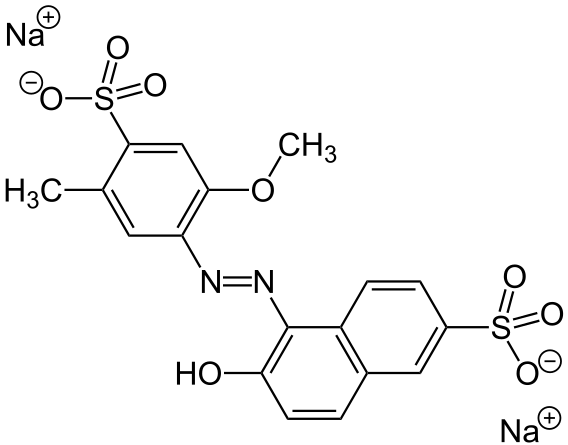
E-129

### Indústria alimentària
Diferents azocomposts es fan servir com a colorants alimentaris entre el color groc i el vermell. La Unió Europea té aprovats els additius: de color groc E-102 o tartrazina i E-104 o groc de quinoleïna; de color taronja E-110 o groc ataronjat RGL; i vermells E-122 o azorubina, E-124 o ponceau 4R i E-129 o vermell 17.

### Indústria tèxtil
La majoria dels articles tèxtils i de cuir estan tractats amb tints i pigments derivats dels azocomposts. Aquests colorants es caracteritzen generalment per un grup químic capaç de formar enllaços covalents amb els substrats tèxtils i perquè són solubles en aigua. L'energia necessària per a la ruptura d'aquests enllaços és similar a la que s'utilitza per degradar el mateix suport. Representen més de la meitat dels colorants emprats en aquesta indústria. Es classifiquen segons el nombre de grups azo que hi ha a la mateixa molècula del colorant com ara monoazo, bisazo, trisazo, poliazoic i azoic. En el sistema d'índex de color (CI), els colorants azoics se'ls assignen números que van des d'11 000 fins a 39 999 en correspondència amb l'estructura química. Així els monoazo tenen codis CI11000 a CI19999, els bisazo de CI20000 a CI29999, els triazo de CI30000 a CI34999, els poliazo de CI35000 a CI36999, i els azoics de CI37000 a CI 39999.

Crisoïdina o CI11270:1, monoazo. Colorant groc fosc taronja.[15]
Direct Red 16 o CI27680, bisazo. Colorant vermell.[15]
Direct Blue 71 o CI34140, triazo. És un colorant blau fosc.[15]

### Altres camps
Els composts azo que no són solubles en aigua i són solubles en olis, són pigments emprats en cosmètica. També s'empren en tintes d'impremta i d'impressora. S'empren especialment per acolorir de groc, taronja i vermell.

## Toxicologia

Sulfanilamida.

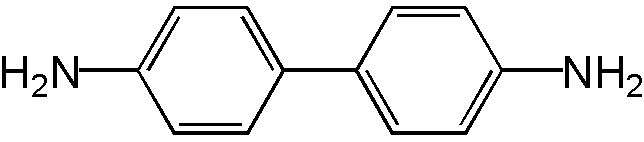
Benzidina.

El patòleg alemany Gerhardt Domagk (1895–1964), premi Nobel de Medicina del 1939, descobrí que l'efecte antimicrobià del colorant azoic vermell Prontosil fou causat per la sulfanilamida del producte escindit de manera reductiva (reducció azoïdal). Així es revela la importància de la reducció azoïdal. La reducció d'azo es pot aconseguir per la microbiota intestinal humana, la microbiota de la pell, els microorganismes ambientals, en menor mesura per l'azoreductasa hepàtica humana i per mitjans no biològics. Alguns colorants azoics poden ser cancerígens sense ser escindits en amines aromàtiques. Tanmateix, la carcinogenicitat de molts colorants azoics es deu al seu producte escindit com la benzidina. La benzidina indueix diversos tumors humans i animals. Un altre component del colorant azoic, la p-fenilendiamina, és un al·lergogen de contacte. Molts colorants azoics i els seus productes escindits de manera reductora, així com les amines aromàtiques relacionades químicament, afecten la salut humana, causant al·lèrgies i altres malalties humanes.